# Juan Vallet de Goytisolo
Juan Vallet de Goytisolo (Barcellona, 21 febbraio 1917 – Madrid, 25 giugno 2011) è stato un giurista spagnolo.

## Biografia
Figlio di padre basco e madre catalana, militò giovane come alfiere dell'esercito nazionale durante la Guerra civile spagnola.
Nel 1945 si sposò con Maria Teresa Regì Ribas, da cui ebbe 7 figli.
Svolgeva la professione di notaio e fu membro della Real Academia de Ciencias Morales e della Real Academia de Jurisprudencia, di cui fu presidente. Fu presidente anche dell'Unione Internazionale di Notariato dal 1977 al 1980. Fu insignito del premio “Una vita dedicata al Diritto” dall'Università Complutense.
Fondò l'associazione cattolica tradizionalista La Ciudad Catòlica e direttore della rivista Verbo. Inoltre, fu presidente delle fondazioni Fondazioni Speiro e Francisco Elías de Tejada.

## Opere
- El orden natural y el derecho, Speiro, Madrid 1968
- En torno al derecho natural, Sala, Madrid 1973
- Qué es el derecho natural, Speiro, Madrid 1997
- Tres ensayos: cuerpos intermedios, representaciòn polìtica. principio de subsidiariedad., Speiro, Madrid 1982
- Fundamentos y soluciones de la organizaciòn por cuerpos intermedios Speiro, Madrid 1970
- Sociedad de masas y derecho, Taurus, Madrid 1968
- Datos y notas sobre el cambio de estructuras, Speiro, 1971
- Algo sobre temas de hoy, Speiro, Madrid 1972
- Ideologia, praxis y mito de la tecnocracia, Escelicer, Madrid 1971
- En torno a la tecnocracia, Speiro, Madrid 1982